# Rubel (1842–1847) MW
Rubel (1842–1847) MW – moneta o wartości jednego rubla, bita na podstawie ukazu carskiego unifikującego z dniem 1 stycznia 1842 r. systemy monetarne Królestwa Kongresowego i Imperium Rosyjskiego. Monetę bito w mennicy w Warszawie, w srebrze, w latach 1842–1847, według rosyjskiego systemu wagowego – zołotnikowego, opartego na funcie rosyjskim.

## Awers
Na tej stronie umieszczono orła cesarstwa rosyjskiego – dwugłowy orzeł z trzema koronami, w prawej łapie trzyma miecz i berło, w lewej jabłko królewskie, na piersi tarcza herbowa ze Św. Jerzym na koniu powalającym smoka, wokół tarczy łańcuch z krzyżem Św. Andrzeja, na skrzydłach orła sześć tarcz z herbami – z lewej strony Kazania, Astrachania, Syberii, z prawej strony Królestwa Polskiego, Krymu i Wielkiego Księstwa Finlandii. Na dole, po obu stronach ogona orła, znajduje się znak mennicy w Warszawie – litery M.W. Otokowo umieszczono napis:

ЧИСТАВО СЕРЕБРА 4 ЗОЛОТНИКА 21 ДОЛЯ

a dookoła otok z perełek.

## Rewers
Na tej stronie w wieńcach laurowym (z lewej) i dębowym (z prawej) przewiązanych wstążką u dołu, umieszczono pod koroną napis „МОНЕТА”, pod nim „РУБЛЬ”, poniżej rok 1842, 1843, 1844, 1845, 1846 lub 1847, a dookoła otok z perełek.

## Rant
Na rancie umieszczono wklęsły napis:

СЕР•83⅓ ПРОБЫ 4 ЗОЛ•12 14/25 ДОЛИ•

## Opis
Monetę bito w mennicy w Warszawie, w srebrze próby 868, na krążku o średnicy 35,8 mm, masie 20,96 grama. Według sprawozdań mennicy w latach 1842–1847 w obieg wypuszczono 4 732 566 monet.
Stopień rzadkości poszczególnych roczników przedstawiono w tabeli:
| Rocznik         | Wersja ogona     | Stopień rzadkości | Szacowana liczba egzemplarzy | Uwagi                                | Zdjęcie |
| --------------- | ---------------- | ----------------- | ---------------------------- | ------------------------------------ | ------- |
| rubel 1842 M.W. | prosty           | R1                | 15 001–80 000                | 8 kępek w wieńcu na rewersie         |         |
| rubel 1842 M.W. | wachlarzowaty    | R5                | 26–120                       | 8 kępek w wieńcu na rewersie         |         |
| rubel 1843 M.W. | prosty           | R1                | 15 001–80 000                | 8 kępek na rewersie                  |         |
| rubel 1843 M.W. | prosty           | R1                | 15 001–80 000                | 7 kępek na rewersie (R6)             |         |
| rubel 1843 M.W. | wachlarzowaty    | R1                | 15 001–80 000                | 8 kępek na rewersie (R6/R5)          |         |
| rubel 1843 M.W. | wachlarzowaty    | R1                | 15 001–80 000                | 7 kępek na rewersie                  |         |
| rubel 1844 M.W. | prosty           | R                 | 80 000–400 000               | 7 kępek w wieńcu na rewersie         |         |
| rubel 1844 M.W. | wachlarzowaty    | R                 | 80 000–400 000               | 7 kępek w wieńcu na rewersie         |         |
| rubel 1845 M.W. | wachlarzowaty    | R1                | 15 001–80 000                | 7 kępek w wieńcu na rewersie         |         |
| rubel 1846 M.W. | prosty           | R                 | 80 000–400 000               | 8 kępek w wieńcu na rewersie (R6/R5) |         |
| rubel 1846 M.W. | wachlarzowaty    | R                 | 80 000–400 000               | 7 kępek w wieńcu na rewersie         |         |
| rubel 1846 M.W. | nowy prosty ogon | R5                | 26–120                       | 7 kępek w wieńcu na rewersie         |         |
| rubel 1847 M.W. | wachlarzowaty    | R                 | 80 000–400 000               | 7 kępek w wieńcu na rewersie         |         |
| rubel 1847 M.W. | nowy prosty ogon | R                 | 80 000–400 000               | 7 kępek w wieńcu na rewersie         |         |

W numizmatyce rosyjskiej moneta zaliczana jest do kategorii monet cara Mikołaja I.
Moneta o tym samym nominale i takich samych rysunkach rewersu i awersu, poza Warszawą, była bita jeszcze w jednej mennicy:
| Nominał | Lata      | Znak mennicy | Mennica    |
| ------- | --------- | ------------ | ---------- |
| rubel   | 1838–1852 | С.П.Б.       | Petersburg |
| rubel   | 1842–1847 | M.W.         | Warszawa   |